# ثقافة سلالة سونغ

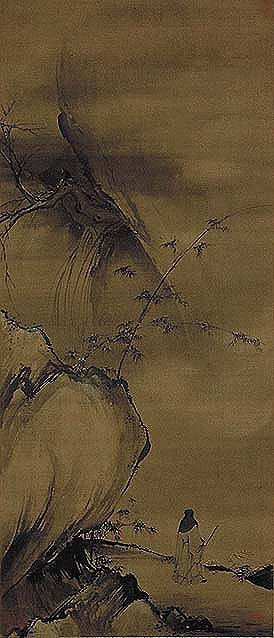

كان عصر سلالة سونغ (960-1279) عصرًا متطورًا خصبًا. شهد تقدمًا كبيرًا في الفن البصري والموسيقى والأدب والفلسفة. بلغ مسؤولو الطبقة البيروقراطية الحاكمة، الذين خضعوا لعمليات فحص صارمة، آفاقًا جديدة في التعليم في المجتمع الصيني، في حين تطورت الحضارة الصينية من طريق الطباعة، ومحو الأمية، إضافةً إلى الفنون المختلفة.
ازداد إعجاب طبقة النبلاء في عهد سلالة سونغ بالفن، خاصةً الرسم، أكثر الفنون انتشارًا. انتقلت الاتجاهات في أساليب الرسم بين طبقة النبلاء من فتره سونغ الشمالية (960-1127) إلى سونغ الجنوبية (1127-1279)، التي تاثرت جزئيًا بالاحتضان التدريجي للفكر السياسي للحركة الكونفوشيوسية الجديدة.
أُعجب الناس في المناطق الحضرية بالدراما المسرحية التي قدمت مجموعة متنوعة من الطهي المحلي، إضافةً إلى الملابس الفخمة التي تُباع في الأسواق، في حين شارك سكان الريف والحضر في الاحتفالات الموسمية والأعياد الدينية.

## الفنون المرئية

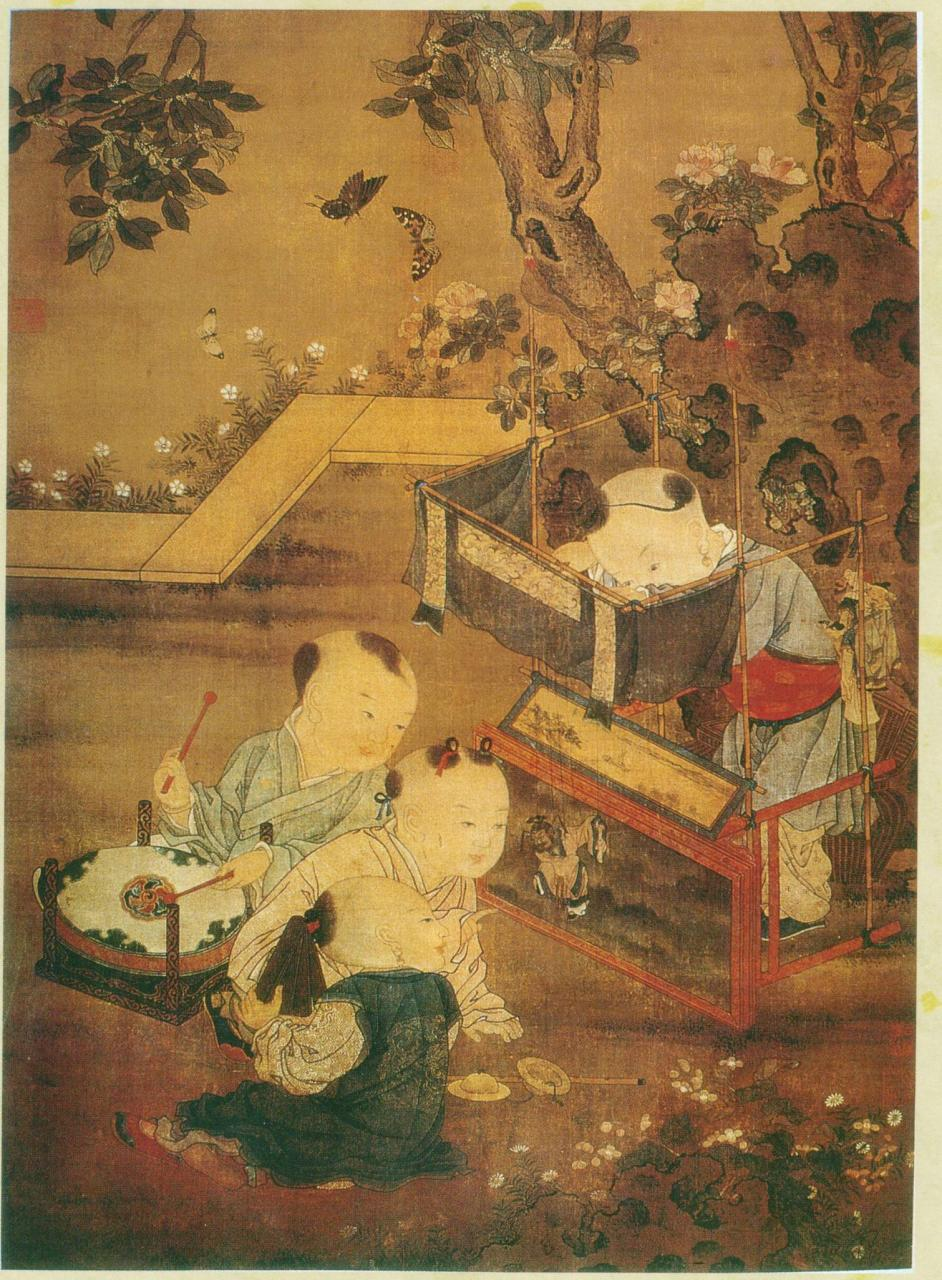
لعب الأطفال خلال عصر أسرة سونغ

بلغ الرسم الصيني خلال عصر سلالة سونغ مرحلةً جديدة من التطور، مع المزيد من تطور رسم المناظر الطبيعية. أصبح أسلوب شون شوي -الجبل والنهر- في الرسم ميزةً بارزة في فن المناظر الطبيعية الصينية. برز التركيز على رسم المناظر الطبيعية في عهد سونغ في الفلسفة الصينية، وأكدت الفلسفة الطاوية أن البشر مجرد بقع صغيرة وسط هذا الكون الواسع، أما كُتاب الحركة الكونفوشيوسية الجديدة فقد سعوا إلى اكتشاف النماذج والمبادئ التي يعتقدون أنها سببت جميع المظاهر الطبيعية والاجتماعية. تطورت صناعة الخزف الزجاجي والشفاف وأواني السيلادون معقدة الاستخدام خلال عهد سونغ. وكانت بضائع السيلادون شائعة أيضًا. تميزت الورانيش السوداء والحمراء خلال عهد سونغ بأعمال فنية منحوتة من فن المناظر الطبيعية وعناصر مزخرفة بسيطة. إضافةً إلى صب البرونز المعقد والسيراميك والورنيش والنحت والهندسة المعمارية، ورسم الصور والآثار التي شوهدت من قرب مثل الطيور على الأشجار، حظيت بأهمية كبيرة في سلالة سونغ الصينية، وكان رسم المناظر الطبيعية عنصرًا أساسيًا في تلك الفترة. برع الفنانون في إنشاء مشاهد واقعية ومعقدة في مقدمة الصورة، في حين تتضمن الخلفية المساحات الشاسعة. تقترب القمم الجبلية البعيدة من السحب العالية، في حين تجري الأنهار المتدفقة من بعيد إلى المقدمة.
توجد اختلافات كبيرة بين اتجاهات الرسم خلال عهد سونغ الشمالية (960-1227) وسونغ الجنوبية. تأثر رسامو سونغ الشمالية بالأهداف السياسية في السيطرة على العالم وتناول القضايا المهمة المؤثرة في مجتمعهم، ومن ثم صورت لوحاتهم المناظر الطبيعية الكبيرة الشاسعة. أما سونغ الجنوبية فاهتمت أكثر بإصلاح وتشكيل المجتمع من أسفل إلى أعلى وعلى نطاق محدود، وأن النظرية التي آمنوا بها لها فرص للنجاح في نهاية المطاف، ومن ثم ركزت لوحاتهم على المشاهد الصغيرة والقريبة والأكثر عاطفية، في حين خلت الخلفية غالبًا من التفاصيل. ينبع هذا الاختلاف بين العصرين بدرجة كبيرة من التأثر المتزايد بالفلسفة الكونفوشيوسية الجديدة. ركز أتباع الحركة الكونفوشيوسية الجديدة على إصلاح المجتمع من أسفل إلى أعلى، ويتضح ذلك في جهودهم لتطوير الأكاديميات الصغيرة الخاصة خلال عهد سونغ الجنوبية، بدلًا من الأكاديميات الكبيرة التي أشرفت عليها الدولة في عهد سونغ الشمالية.
ومنذ ذلك الحين، أصبحت لوحات السلالات الشمالية والجنوبية فنًا متطورًا مرتبطًا بطبقة النبلاء بوصفه إحدى هواياتهم الفنية، أما الفنون الأخرى فهي الخط والشعر. خلال عهد سلالة سونغ، كانت الجماعات الفنية تجتمع لمناقشة لوحاتهم وتقييم لوحات زملائهم وأصدقائهم. شارك الشاعر ورجل الدولة سو شي (1037-1101) ومساعده مي فو (1051-1107) في هذه الشؤون، واستعاروا قطعًا فنية بغرض الدراسة والنسخ والتبادل. جُمعت اللوحات المستديرة الصغيرة في سونغ الجنوبية في ألبومات، إذ يكتب الشعراء قصائد تتناسب مع موضوع اللوحة وطبيعتها.

رغم وجود جماعات فنية، لم يقدّر بعض نحاتي سونغ الأعمال الفنية التي قدمها رسامو المتاجر والأسواق. وانتقد بعض هؤلاء النحاتين فناني المدارس والأكاديميات المعروفة. أشار أنطوني جي باربيري لور -البروفيسور في التاريخ الصيني في جامعة كاليفورنيا بسانتا باربارا- إلى أن إدراك علماء سونغ للفن الذي ابتكره أقرانهم لم يصل إلى الأشخاص الذين يكسبون رزقهم بوصفهم فنانين محترفين:
خلال عهد سونغ الشمالية (960-1226) ظهرت فئة جديدة من العلماء والفنانين الذين لا يمتلكون مهارات الترومويل الخاصة بالرسامين الأكاديميين ولا مهارات رسامي الأسواق التجارية. كانت اللوحات الأدبية بسيطة وغير مثقفة، وانتقدوا هاتين المجموعتين كونهما مجرد محترفين يعملون مقابل أجر لكسب العيش، لا لغرض الاستمتاع أو التعبير عن الذات. عدّ الفنانون والعلماء هؤلاء الرسامين الذين ركزوا على التصوير الواقعي، واستخدموا لوحات ملونة وقبلوا تلقي أجر مقابل عملهم أنهم ليسوا أفضل من التجار أو الباعة في الأسواق، ولم يعُدّوهم فنانين حقيقيين.
مع ذلك ففي عهد سونغ، قدّر الإمبراطور والعائلة الملكية العديد من الرسامين، ومن أعظم رسامي المناظر الطبيعية الذي كان تحت حماية قصر سونغ هو تشانغ زيدوان (1085-1145)، الذي رسم لوحة مع النهر خلال احتفال تشينغمينغ، وهي أحد أشهر أعمال الفن البصري الصيني. رعى الإمبراطور سونغ غازونغ (1127-1162) مشروعًا فنيًا تضمن مجموعة لوحات بعنوان (18 أغنية لنوماد فلوت)، استنادًا إلى أعمال الشاعرة كاي ونجي (177-250 ق.م) من سلالة سونغ السابقة.
تضمنت سلالة سونغ الجنوبية العديد من الرسامين ومنهم جاو مينجيان (199-1264)، وهو أحد أعضاء العائلة الإمبراطورية الحاكمة، التي عُرفت من خلال العمل الفني (أصدقاء الشتاء الثلاثة). شهدت الديانة البوذية خلال عهد سونغ انتعاشًا طفيفًا بعد أن اضطهدتها سلالة تانغ. الاضطهاد الذي تمثل في مواصلة تدمير منحوتات دازوروك في محافظة سشوان. تميز معبد سونغ في مغشان بمحافظة سشوان بثروة مميزة من المنحوتات البوذية لعهد سنغ على غرار تصاميم منحوتات دازو، متضمنةً بوذا والآلهة الذين يرتدون ثوب الامبراطورية والرهبانية.

## الشعر والأدب

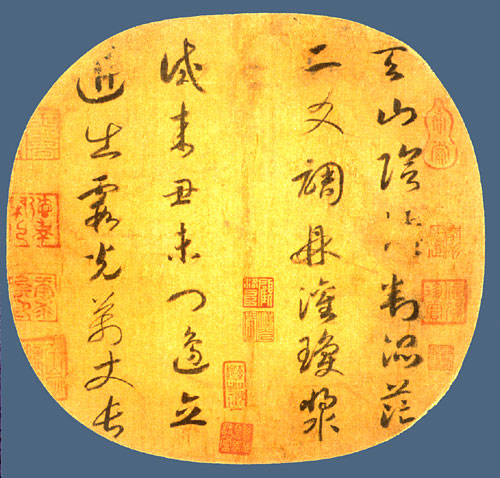
رُباعيَّة على الجبل السماوي، مروحة تحمل قصيدة رُباعيَّة منسوبة إلى الإمبراطور غاوزونغ وهو الإمبراطور الصيني العاشر في سُلالة سونغ.

ضم الأدب الصيني خلال عهد سلالة سونغ مجموعة متنوعة أثراها التعقيد الاجتماعي في تلك الفترة. مع أن سلالة تانغ تُعد أسمى عهود الأدب الصيني، قدم شعراء معروفون في عهد سونغ تطورات شعرية مهمة، إضافةً إلى ازدهار النوع سي الذي ارتبط ارتباطًا وثيقًا بشعر سونغ. تضمنت تطورات سونغ الشعرية أعمال الناقد الاجتماعي ورائد أسلوب الموضوعية مي يوشين (1002-1060) وسو شي (1017-1101) والشاعرة الصينية لي كينغزيو (1084-1151) وآخرين. رغم امتداد جذورها في سلالة لينغ (502-557)، إضافةً إلى التطور المتزايد لتانغ الجنوبية التي سبقت سلالة سونغ، فان تنوع شعر سي الصيني لقي قبولًا وشعبية كبيرة خلال عهد سلالة سونغ. إن كل من رئيس المحكمة العليا فان شانغيان (989-1052) ومؤثر الحركة الكونفوشيوسية أويانغ شو (1007-1072)، والخطاط يونغ تنجيان (1045-1105) والجنرال العسكري شن كايجي (1140-1207) عُرفوا بشعرية سي الخاصة بهم من بين آخرين. كتب شاعر سي الكبير لي يو -الذي حكم تانغ الجنوبية باسم لي هوزو- بعض أشهر أعماله خلال حياته سجينًا في محكمة سونغ الأولى بعد زوال مملكته السابقة. يُعد لي يو رمزًا تقليديًا مهمًا، ويُعَد أحيانًا أول شاعر في عهد سونغ، وأحيانًا أخرى يُلقب بآخر شاعر في عهد سلالة تانغ.
بقي علم التأريخ بارزًا في أدب عصر سونغ، كما هو عليه في العصور السابقة والمتعاقبة في الصين. إلى جانب سونغ كي، كان المؤرخ والمؤلف أويانغ تشو مسؤولًا عن تجميع كتاب تانغ الجديد عام 1060، الذي غطى تاريخ سلالة تانغ. كان الخطاط سيما غونغ (1019-1086) والخصم السياسي وانغ آنشي (1021-1086) مسؤولين عن رئاسة فريق من العلماء الذين جمعوا العمل التاريخي الكبير لزيزي تونغجيان، وهو تاريخ عالمي اكتمل عام 1084 تضمن أكثر من 3 ملايين حرف صيني مكتوب في 294 مجلدًا. غطى هذا العمل المواضيع الرئيسية والفروق الدقيقة للتأريخ الصيني من عام 425 قبل الميلاد، من خلال الممالك المتحاربة وحتى القرن العاشر وسقوط سلالة تانغ. عام 1189 جمعها في 59 كتابًا تشو شي (1130-1200)، واكتمل المشروع بجهود أتباعه عند وفاته عام 1200.
كُتب في عهد سلالة سونغ أعمال شاملة وكبيرة جدًا، مثل الكتب الأربعة العظيمة لسونغ، التي تمثلت في لي فانغ في القرن العاشر، وعُدلت بالكامل في عهد سفو يانجو في القرن الحادي عشر.
أكبر هذا الأعمال موسوعة هائلة مكونة من 904 مليون حرف صيني مقسمة إلى 1000 مجلد. إضافةً إلى قواميس القافية التي كُتبت خلال عهد سلالة سونغ، مثل الجيون لسنة 1037. مع أن الحركة الكونفوشيوسية الجديدة هيمنت على البوذية في الصين خلال هذه الفترة، ما زال للأدب البوذي أهمية كبيرة. مثلًا، مجموعة مذهب زن البوذي في سجلات الجرف الأزرق عام 1125، التي نشرها يوناي كيكن (1063-1135). كانت سجلات الرحلة الأدبية فئة أدبية شائعة خلال عهد سونغ، وهي تجارب رحلات خاصة كُتبت بأسلوب سردي أو نثري، وكتبها العديد من المؤلفين مثل فان تشندا (1126-1193). تُعَد مدونة جبل ستون بيل التابعة لسو شي من أفضل الأمثلة لرحلة الأدب الصيني خلال عهد سونغ.
يُعد الكاتب شن كو (1031-1095) وسو سونغ (1020-1101) من أبرز المؤلفين في الحقول الفنية والعلمية. نشر شون كو مقالات دريم بول عام 1088، وهو كتاب شامل هائل يحتوي مجموعة كبيرة من المواضيع، مثل الأدب والفن والاستراتيجيات العسكرية والرياضيات وعلم الفلك والأرصاد الجوية والجيولوجيا والجغرافيا والمعادن والهندسة وعلم السوائل المتحركة والهندسة المعمارية وعلم الحيوان وعلم النبات والزراعة والطب والأنثروبولوجيا والآثار وغيرها. أما سو سونغ فقد أنشأ أطلسًا يتضمن 5 خرائط نجمية مختلفة، وكتب أطروحة دوائية عام 1070 لبن كو تو جينغ، تتضمن مواضيع متعلقة بعلوم النبات والحيوان والمعادن، وكتب أطروحته الشهيرة لساعة شين يي شيانغ فا ياو عام 1092، التي وصفت برج الساعة الفلكي الذي شُيد في العاصمة كايفنغ.